# Alexei Nikolajewitsch Sawitsch

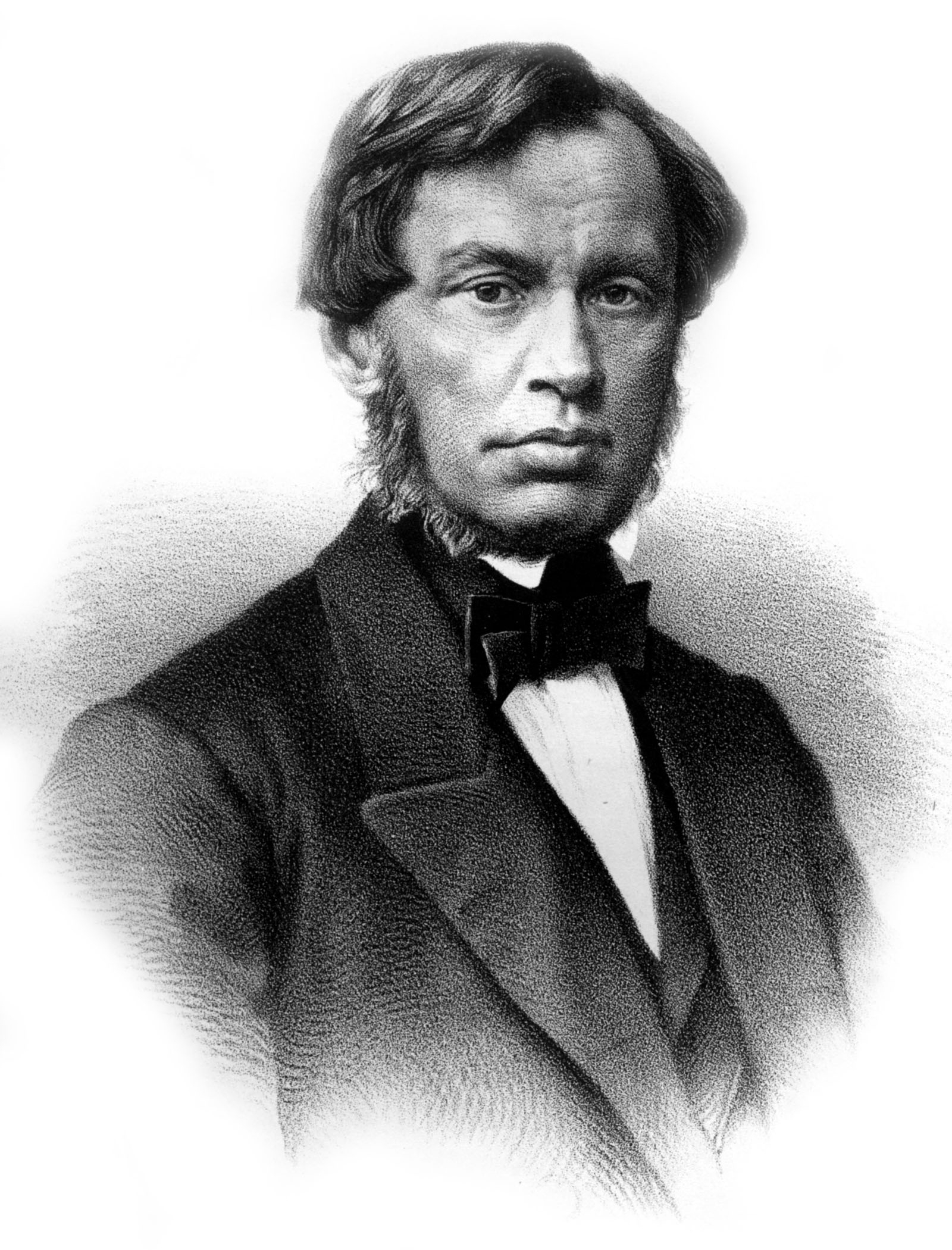
Alexei Nikolajewitsch Sawitsch

Alexei Nikolajewitsch Sawitsch (russisch Алексей Николаевич Савич; * 9. Märzjul. / 21. März 1810greg. in Puschkarewka bei Sumy; † 15. Augustjul. / 27. August 1883greg. im Gouvernement Tula) war ein russischer Astronom und Hochschullehrer.

## Leben
Sawitsch studierte an der Universität Moskau mit Abschluss 1829. Mit seiner Dissertation Über verschiedene Methoden zur Längen- und Breitenbestimmung wurde er 1833 zum Magister der Astronomie promoviert. Anschließend wurde er zur Hochschullehrerausbildung in das Professoreninstitut an der Kaiserlichen Universität Dorpat abgeordnet. Bei F. G. W. von Struve erarbeitete er sich durch ausgezeichnete Beobachtungen umfangreiche Kenntnisse der praktischen Astronomie.
1836 wurde Sawitsch nach Kaukasien geschickt zum Nivellieren des Gebietes zwischen Kaspischem und Schwarzem Meer (879 km). Er stellte dabei fest, dass das Kaspische Meer mehr als 20 m tiefer liegt als das Schwarze Meer. Seine Arbeitsergebnisse verwendete er 1839 für seine deutsche Doktordissertation Ueber die Höhe des Caspischen Meeres etc., in der auch Formeln zur Berechnung der Lichtbrechung in der Erdatmosphäre angab. Darauf wurde er von der Universität St. Petersburg auf den Lehrstuhl für Astronomie und Geodäsie berufen. 1846 erhielt er den Demidow-Preis für Astronomie. 1857 veröffentlichte er den Artikel Anwendung der Wahrscheinlichkeitstheorie auf die Auswertung von Beobachtungen. Seine Fachaufsätze erschienen in nationalen und internationalen Zeitschriften, so in Mélanges mathématiques et astronomiques tirées du Bulletin de l’Académie Impériale, Mémoires de l’Académie Impériale, Astronomical Journal und Astronomische Nachrichten. Den Inhalt seiner Vorlesungen gab er als Bücher heraus. Die Universität St. Petersburg verdankt ihm ein kleines astronomisches Observatorium. 1852 wurde er korrespondierendes, 1862 außerordentliches und 1868 ordentliches Mitglied der Russischen Akademie der Wissenschaften in Sankt Petersburg.
Sawitsch wurde in St. Petersburg auf dem Lutherischen Smolenski-Friedhof begraben.